# Edmund Passy
Pour les articles homonymes, voir Passy.
Edmund Passy est un pianiste, compositeur et pédagogue suédois né le 3 septembre 1789 à Stockholm et mort le 16 août 1870 à Drottningholm.

## Biographie
Ludvig Anton Edmund (ou Edmond) Passy naît le 3 septembre 1789 à Stockholm,.
Il étudie avec son frère puis avec Luigi Piccinni, maître de chapelle à Stockholm entre 1796 et 1801, avec John Field à Saint-Pétersbourg ainsi qu'avec Joachim Nikolas Eggert à Stockholm.
Après plusieurs tournées en Allemagne, il se fixe dans sa ville natale, où il devient un pédagogue recherché et un pianiste estimé à l'Orchestre royal, entre 1818 et 1823. Il est reconnu comme étant le pianiste suédois le plus célèbre de son temps.
De 1833 à 1866, Edmund Passy est également organiste à la chapelle de la cour,.
En 1840, il est élu à l'Académie de musique de Stockholm et reçoit le titre de professeur.
Comme compositeur, il est notamment l'auteur de deux opéras (Den nordiska kvinnan et Inbillning och verklighet), deux concertos pour piano, une Fantaisie pour piano et orchestre, quatre quatuors à cordes, un Trio avec piano, des fugues pour orgue, de nombreuses pièces de virtuosité pour piano et des mélodies,.
Edmund Passy meurt le 16 août 1870 à Drottningholm,.